# Os Leões de Bagdá
Os Leões de Bagdá (no original, Pride of Baghdad) é uma graphic novel publicada pelo selo Vertigo, em setembro de 2006. Escrita por Brian K. Vaughan e desenhada por Niko Henrichon, sua trama aborda uma versão fantasiosa de eventos que verdadeiramente transcorreram durante a invasão do Iraque em 2003, quando quatro leões escaparam do Zoológico de Bagdá.
A história foi bem recebida por crítica e público, sendo sintetizada pelo jornalista Tim Walker como "a mais bem-sucedida história em quadrinhos a lidar com a Guerra no Iraque". O álbum venceu o Harvey Award de 2007, como Melhor graphic novel original.

## Sinopse
Os Leões de Bagdá é baseada na história real de quatro leões que, em 2003, durante a Guerra do Iraque, fogem do zoológico depois de um bombardeio estadunidense, e passam a perambular nas ruas devastadas de Bagdá.

## Produção
Falando sobre a decisão de publicar Os Leões de Bagdá como um volume único ao invés do formato usual de série, Vaughan declarou: "Eu queria que os leitores experimentassem a rapidez com que a vida desses animais foi mudada e que funcionou muito melhor em uma história que pode ser lida de uma só vez (...) A curva de aprendizagem para escrever uma obra auto-contida de 136 páginas era íngreme, mas estou muito feliz com o resultado."

## Recepção
O álbum foi premiado como melhor graphic novel original no Harvey Award. A IGN nomeou Os Leões de Bagdá como Melhor Graphic Novel Original de 2006, chamando-a de "clássico moderno" e comentando que o livro "pode ser apreciado em várias camadas. Aqueles que desejam um conto 'simples' de sobrevivência e família descobrirão isso. O escritor Brian K. Vaughan também teve o cuidado de evitar identificar qualquer ponto de vista específico - cada leão representa uma atitude diferente, o que é refrescante, já que muitos livros não permitem essa escolha. Com arte deslumbrante de Niko Henrichon, não há como qualquer leitor de quadrinhos deixar passar esta graphic novel".
Tim Walker, jornalista do The Independent, descreveu a obra como "indiscutivelmente a mais bem-sucedida a lidar com a guerra no Iraque", citando também DMZ, de Brian Wood, outra obra publicada pela Vertigo. Walker também escreveu: "O conto antropomórfico de Vaughan (...) tem toques de O Rei Leão da Disney, misturados com os costumes mais sérios da graphic novel Maus.
Eduardo Nasi, em resenha para Universo HQ, apontou que: "Outra maneira é defini-la como uma bela fábula, aos moldes de Esopo, que acaba em dado momento denunciando o quanto uma guerra pode não ter absolutamente nenhum sentido para suas vítimas. Seja qual for a opção, a história é matadora".